# Vasenol

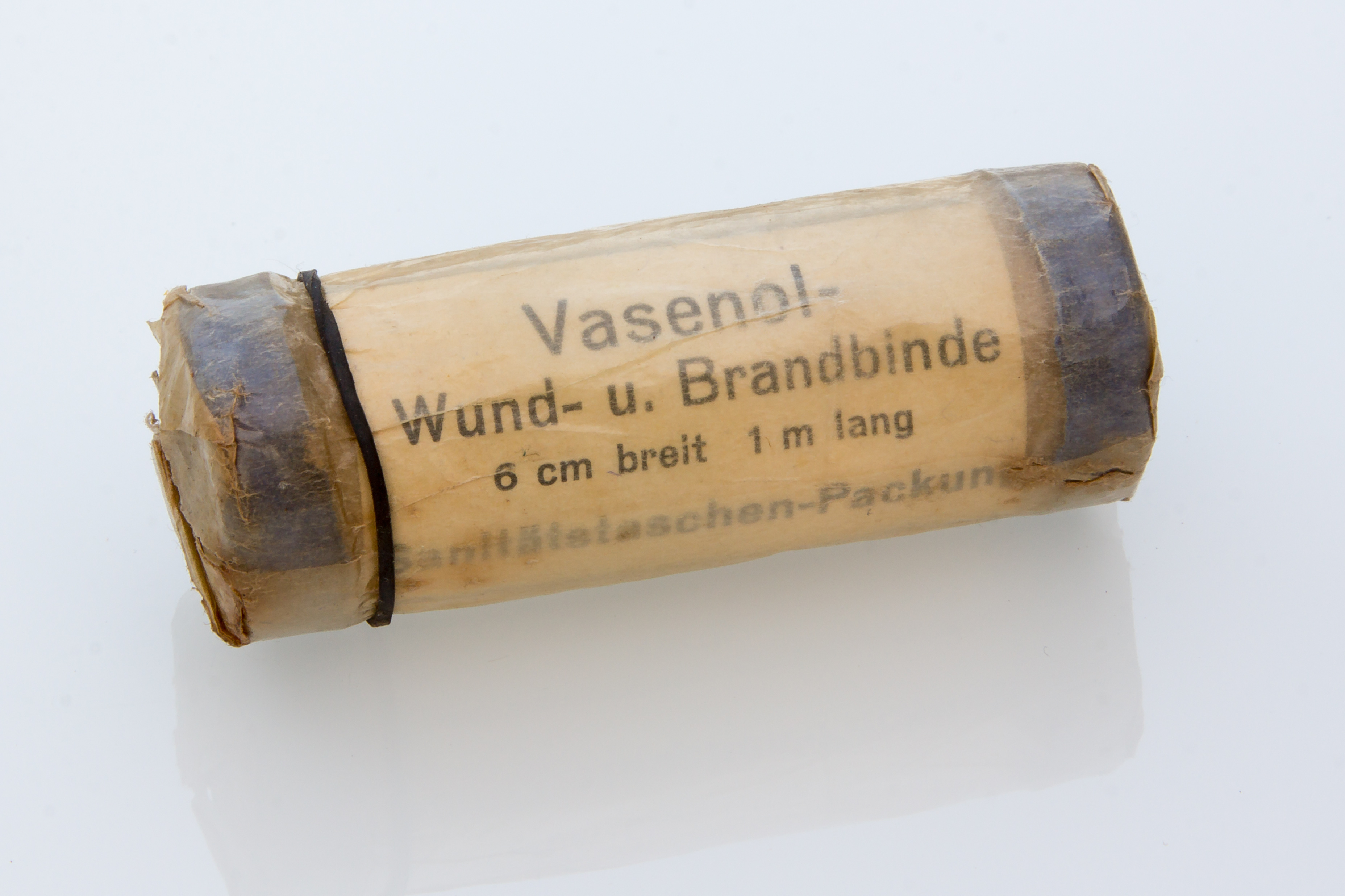
Vasenol Wund- und Brandbinde aus den 1930er Jahren

Vasenol ist eine seit 1903 eingetragene Marke für Wund- und Hautpflegemittel. Populär wurden der Vasenol Körper- und Fußpuder schon in den 1920er Jahren, sowie Pflegemittel der Kinderhygiene, die so bekannt waren wie heute Penaten.
Vasenol (auch Vasenoloform) ist ferner die Bezeichnung für eine Salbengrundlage, die das Mercks Warenlexikon so beschreibt: „ein Gemisch von Vaseline und Paraffinöl mit etwas Zetylalkohol oder einem anderen hohen Fettalkohol, findet wegen seines großen Wasserbindungsvermögens als Salbengrundlage Verwendung“.

## Das Vasenolwerk in Leipzig
Die Vasenolwerke Dr. Arthur Köpp A.G., später K.G., wurden ursprünglich in Leipzig gegen Ende des 19. Jahrhunderts gegründet und befanden sich bis zum Ende des Zweiten Weltkriegs im Familienbesitz. Gründer war Kommerzienrat Arthur Köpp. Der Firmensitz befand sich in der Hillerstraße 4. Die Produkte der Vasenolwerke umfassten Körper-, Wund- und Fußpuder, Wund- und Heilpuder für Kinder, Vasenolpaste und -hautcremes und Wunddesinfektionsmittel.
Der letzte Firmeninhaber Heinrich Köpp, Sohn des Firmengründers, wurde am 17. August 1945 von der sowjetischen Besatzungsmacht, einschließlich seines Rittergutes in Röcknitz an der Mulde (seit 1917 im Familienbesitz), enteignet. Verschiedene Produktionslinien waren zuvor während des Krieges nach Röcknitz ausgelagert worden. Der Betrieb galt als kriegswichtig, da er auch den Puder für die Wehrmacht und die Waffen-SS lieferte. 1946 wurde das Werk zum Volkseigenen Betrieb, dem VEB Vasenolwerke Leipzig umgewidmet. Heinrich Köpp ging daraufhin in den Westen nach Oberndorf am Neckar, in die damalige französische Besatzungszone. Dort wurde die Marke Vasenol ebenfalls weiter hergestellt, im Laufe der Zeit mehrfach verkauft, schließlich ging sie auf die Unilever AG über.

## Das Vasenol-Kinderheim
1926 wurde auf der GeSoLei (Große Ausstellung für Gesundheit, soziale Fürsorge und Leibesübungen Düsseldorf) das Vasenol-Kinderheim, ein Mustersäuglingsheim „zur Vermittlung grundlegender Gedanken zur modernen Kinderpflege unter organisatorischer Leitung des Vaterländischen Frauenvereins Düsseldorf“, durch den Architekten Karl Ackermann (nach anderen Quellen  Eduard Lyonel Wehner) errichtet. Die Leitung des Heimes übernahm Erna Eckstein-Schlossmann, die Frau von Albert Eckstein, dem jüdischen Direktor der Kinderklinik Düsseldorf bis 1935.

## Publikationen
Verschiedene Gesundheitshygienische und Sportmedizinische Publikationen erscheinen in den späten 1920er Jahren als firmeneigene Schriften der Dr. Arthur Köpp AG. In den 1950er Jahren erschien in Leipzig eine medizinische Schriftenreihe Literaturdienst Vasenol mit 17 Ausgaben.

## Schriften
- Ein Besuch des Vasenol-Kinderheims auf der „Gesolei“. Düsseldorf 1926.
- Arthur Köpp: Merkblatt für Mütter und Pflegemütter. Vasenol-Werke Dr. Arthur Köpp, Leipzig 1936.
- Wie erhalte ich mir einen jungen Körper? (Werbeschrift) Vasenol-Werke, Leipzig 1952.
- Gustav Ranft: Merkblatt für Mütter und Pflegemütter. VEB Vasenol-Werk, Leipzig 1950/1958.
- Unser Baby. Ein Ratgeber für junge Mütter. Pflege und Wartung, Ernährung, Baby's Entwicklung. Vasenol-Werke K. G., Oberndorf/Neckar 1963.